# Jozef Sentiváni
Jozef Sentiváni, Jozef Svätojánsky (ve starší literatuře resp. maďarsky Szentivány(i) nebo Szent-Ivány; latinsky Szentivanius; 1817, Budapešť, Maďarsko – 1905, Budapešť) byl zeman žijící v Liptovském Jánu, majitel rozsáhlých pozemků a nemovitostí v Liptově, zakladatel osady Štrbské Pleso ve Vysokých Tatrách.

## Život
O jeho životě se mnoho neví. Historické prameny jsou skoupé. Byl introvert a vyhýbal se publicitě. Jeho nekrolog v ročence Uherského karpatského spolku z roku 1906 je velmi stručný. Narodil se v Budapešti, vystudoval ekonomii a po vojenské službě se rozhodl věnovat správě rodinných majetků, které řídil ze svého zámečku v Liptovském Jánu, kde trvale žil. Jeho dávnými předky byli Bogomerovci (Bohumírovci), kterým Béla IV. udělil roce 1262 donace na Liptovský Ján, roku 1267 na Važec, Štrbu a Šuňavu, roku 1269 na obec Východná. Donace udělil rodině Bohumíra (Bogomela) za zásluhy získané ve válce s Rakouskem a za přenášení poselství do Polska a Ruska. Někteří historici o pravosti listiny pochybovali a označili ji za padělek. Později, v roce 1273, však Bohumírovi potvrdil držení majetku, který mu daroval Béla IV., panovník Ladislav IV. (1272–1290). Rodina Bohumíra, která mezi prvními kolonizovala Liptov, pocházela z Čech.
V roce 1286 syn Bohumíra (Bogomela) Bodo založil rod Sentiváni (Svatojánský). Od té doby začala rodina Sentiván rozvíjet aktivity na širokém území, do kterého patřila i západní část Vysokých Tater. Dne 31. ledna 1554 v Spišské Kapitule Benedikt a Štefan Sentivániovi smlouvou pronajali jiným urbárníků právo kutné a povinnost odevzdávat rodině Sentiván sedmnáctinu výtěžku zlata, stříbra a jiných rud z dolů, které vlastnili v Boci. Během následujících staletí Sentivánové zvelebovali svůj majetek, založili šlechtickou školu, stavěli kostely, školy, zasloužili se o propagaci minerálních pramenů v Liptovském Jánu.

## Aktivity v Tatrách
Roku 1267 udělil Béla IV. Bogomelovi zalesněnou oblast mezi Važcem a hranicemi Spišě, včetně liptovské části Vysokých Tater s výjimkou Kôprové doliny a Tiché doliny. Součástí majetku byly Važecká, Furkotská a Mlynická dolina i se Štrbským plesem. Tento komplex si zachoval v majetku rodu Sentivániů celistvost do konce 19. století. V majetku rodiny byly mimo jiné i doly na Kriváni.
Jozef Sentiváni v roce 1872 postavil na břehu Štrbského plesa loveckou chatu. Už o rok později ji zpřístupnil turistické veřejnosti. V následujícím desetiletí zde vyrostlo několik soukromých turistických chat. Anton Döller byl iniciátorem vzniku prvních turistických staveb na Štrbském Plese. Sentiváni okolí plesa zveleboval a ze Štrbského Plesa se stala vyhledávaná lázeňská osada.
Roku 1873 vstoupil, jako jeden z prvních zakládajících členů, do Uherského karpatského spolku. V letech 1878-1879 byl jeho předsedou. V roce 1884 založil liptovskou odbočku spolku se sídlem v Liptovském Mikuláši, jíž byl místopředsedou. Byl iniciátorem měření hloubky Štrbského plesa a jeho zmapování. Kolem plesa byl na jeho příkaz vybudován chodník. Přičinil se o zpřístupnění hřebene Solisko, podpořil vybudování chodníku na Kriváň, výstavbu turistických stezek ze Štrbského Plesa na Podbanské a podporoval stavbu silnice mezi Štrbským Plesem a Smokovcem, která byla později přeměněna na Cestu svobody.
Koncem 19. století vyvíjel na Josefa Sentivániho nátlak kníže Hohenlohe, aby mu odprodal pozemky kolem Štrbského plesa. Knížeti koupi zmařil tehdejší ministr hospodářství Uherska Ignác Darányi, protože se postavil proti expanzivnímu cizinci a zprostředkoval prodej sentivániovského majetku i se Štrbským plesem a osadou roce 1901 uherskému státu. V roce 1906, po smrti Jozefa Sentivániho, když už Štrbské Pleso jeho rodině nepatřilo, byla mu u jezera odhalena pamětní deska. K Štrbskému Plesu se do roku 1918 přidával přívlastek Szentiványi Csorba-tó. Jezero se jmenovalo Czorba-tó a Capie Pleso má v maďarském názvosloví historický název Szentiványi-tó.

## Galerie

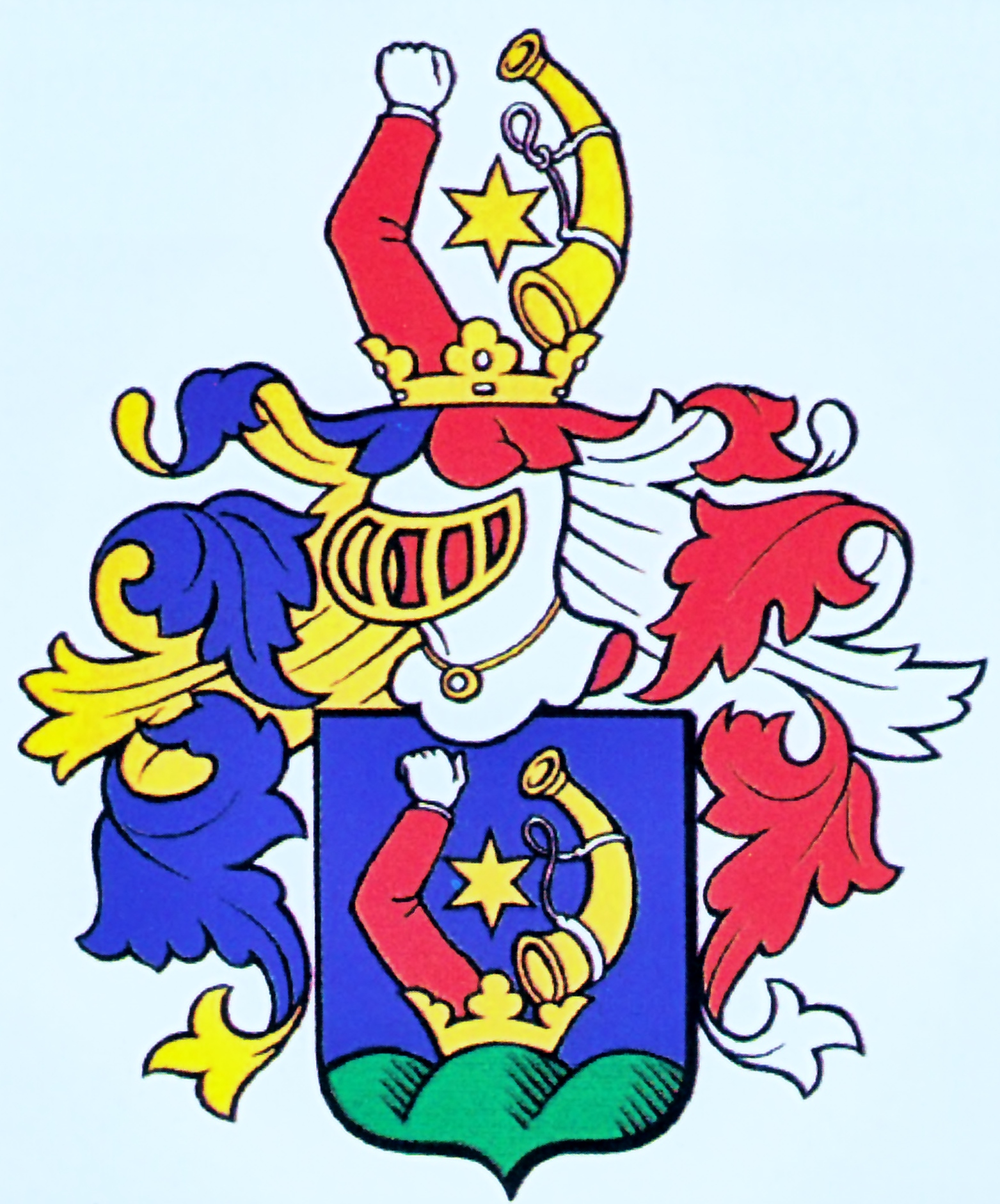
Erb rodiny Jozefa Sentivániho
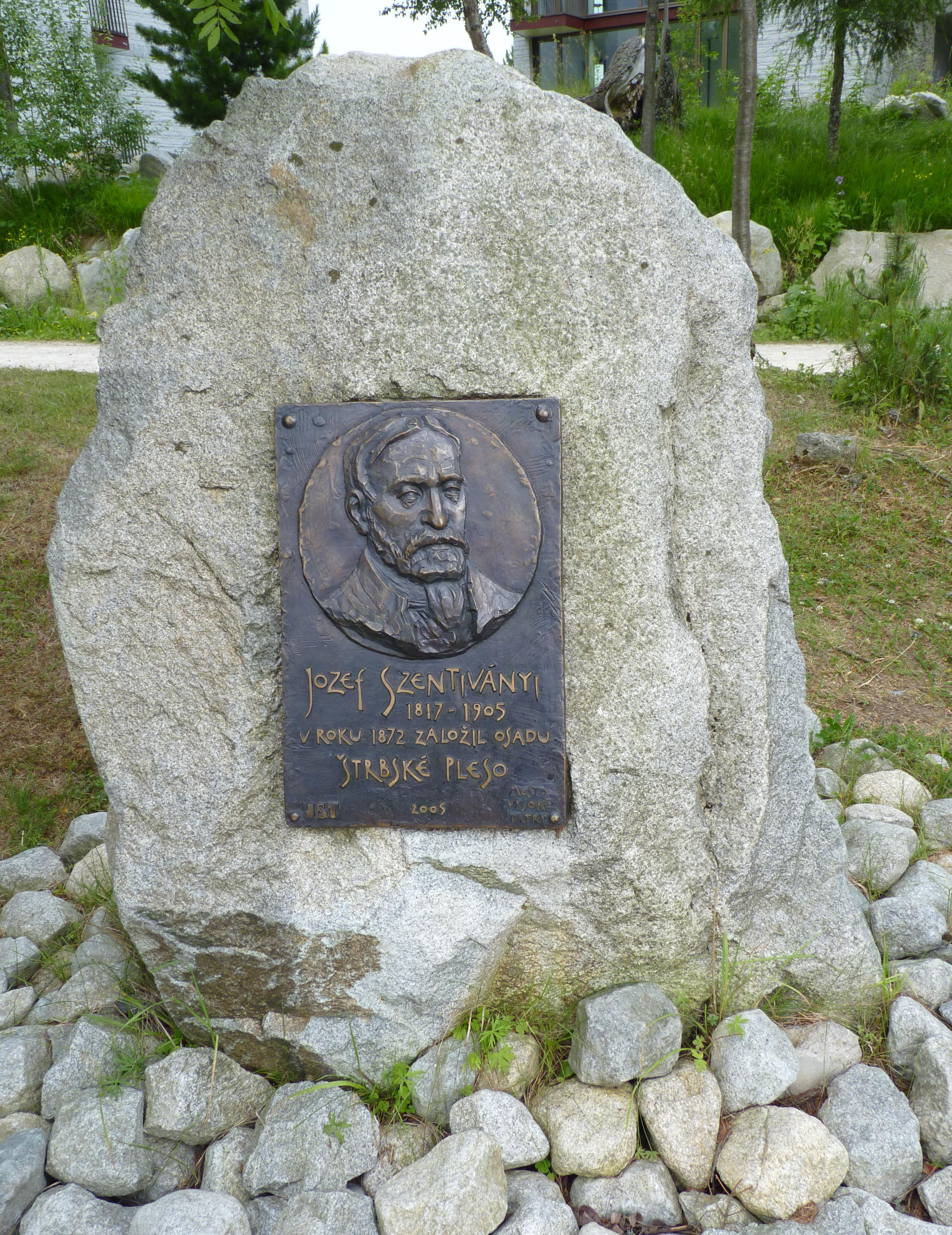
Pamětní deska věnovaná Jozefu Sentivánimu na Štrbském Plese
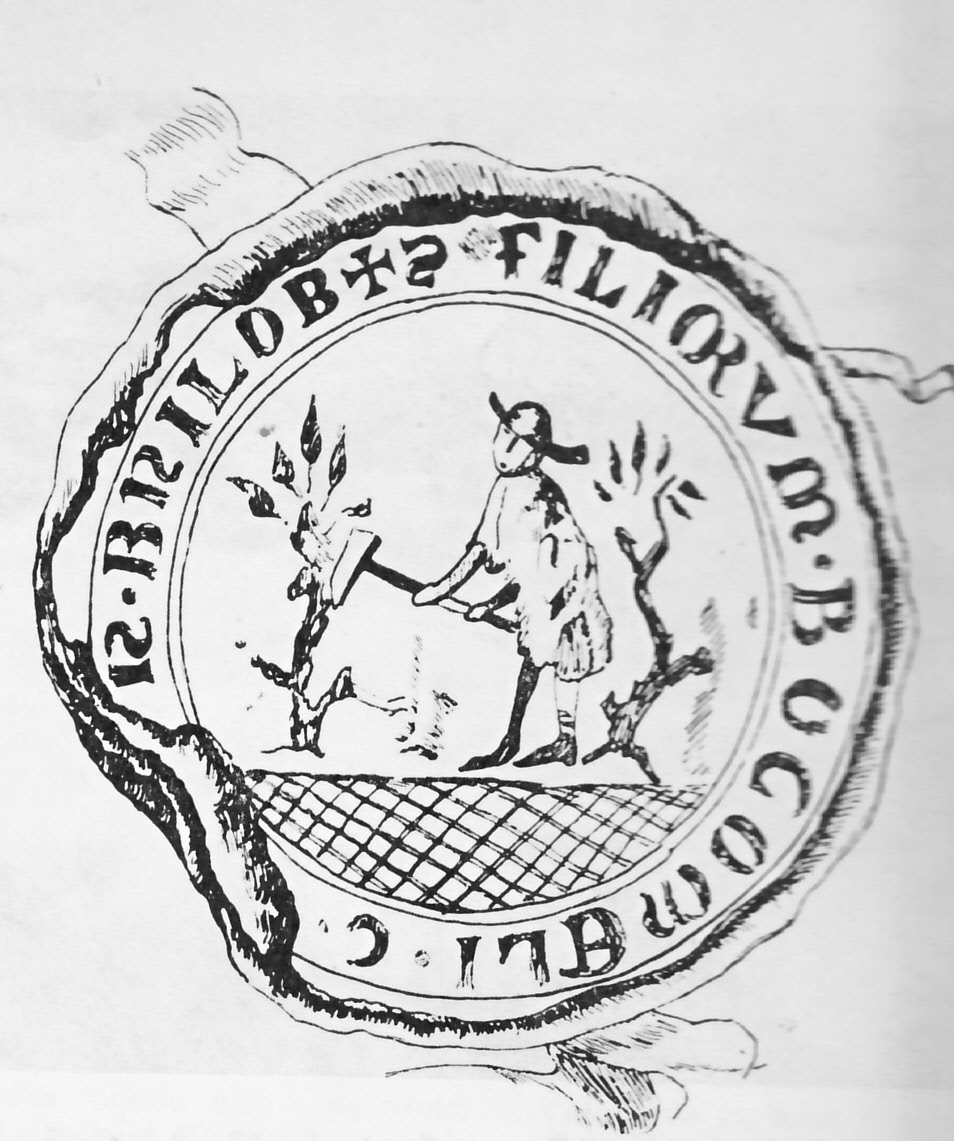
Pečeť comese Bogomela s nápisem FILORUM BOGOMELI COMITIS B(odonis) N(icolai) J(ohanis) L(aurentii) D(ionisii) B(ogomeli)